# 琳琅閣書店
琳琅閣書店（りんろうかくしょてん）は、日本の古書店。1875年（明治8年）創業。東京大学に隣接し、日本・中国の古典籍や学術書、美術書を扱っている。

## 概況
東大赤門や本郷三丁目駅から徒歩数分にあり、春日通り（東京都道453号本郷亀戸線）に面している。
和漢古典籍の線装本・洋装本、拓本、印譜、学術書、美術書等を扱っている。戦前の書籍や中文書・洋書も扱っている。
店名は清朝の稀覯書庫「琳琅閣」に由来し、大久保一翁が命名した。

## 歴史
1875年（明治8年）、初代 斎藤兼蔵（齋藤兼藏、さいとう かねぞう、1850年 - 1907年）が創業した。初代は神田ニコライ堂の委託で聖書を販売し「バイブル」の綽名で知られた。
1907年（明治40年）に初代が没すると、初代の娘婿で店の小僧だった二代目 斎藤兼蔵（1883年 - 1958年）が襲名して店を継いだ。
琳琅閣は明治名士の集まるサロンだった。初代の書簡相手に幸田露伴・日下部鳴鶴・中村正直・田中光顕・市島春城・川田雪山・中村不折・犬養木堂・徳富蘇峯・町田久成・清国公使館・李王家がいた。その他、神田孝平・森立之・向山黄村・松浦武四郎・河鍋暁斎・島田重礼・島田翰・竹添井井・岩崎彌之助・楊守敬・狩野亨吉・市島謙吉・白井光太郎・根本通明・長谷川泰・北方心泉・羅振玉らとも懇意にした。大正期には永井荷風や芥川龍之介も来店した。長澤規矩也は学生時代からの常連であり、二代目を自身の師の一人として仰いでいた。
店の所在地は浅草・神田淡路町・下谷池之端（錦袋円の勧学屋跡）を経て、現在地に移った。
2013年、三代目 斎藤兼蔵（1933年生）から現店主に代替わりした。

## 関連文献
- 尹敏志《东京蠹余录》 广西师范大学出版社. 2020. ISBN 9787559805140. 《尽是同文细亚人：琳琅阁书店》